# Бешикташ (футбольний клуб)
«Бешикта́ш» (тур. Beşiktaş Jimnastik Kulübü) — турецький футбольний клуб, базується у Стамбулі в районі Бешикташ, біля Босфору та палацу Долмабахче. Заснований 1903 року (офіційно зареєстрований 1910-го). «Бешикташ» — третя найпопулярніша команда Стамбула та Туреччини (після «Галатасарая» та «Фенербахче»). Ці три клуби жодного разу не вилітали зі Суперліги Туреччини від часу її створення 1957 року. 16-разовий чемпіон та 10-разовий володар Кубка Туреччини. Домашній стадіон: «Водафон Парк» (41 903 місця), збудований на місці колишнього «Іненю». Стадіон вважається одним із найкращих у світі за розташуванням, дизайном, комфортом, технологіями, атмосферою та транспортом.
«Бешикташ» є єдиною командою, яка виграла Турецьку Суперлігу без поразок у сезоні 1991-92.
Команда регулярно бере участь у єврокубках. «Бешикташ» дійшов до чвертьфіналу Кубка європейських чемпіонів 1986-87 та продемонстрував найкращий результат команд з Туреччини на груповому етапі Ліги чемпіонів, заробивши 14 очок і пройшовши без поразок у сезоні 2017-18. Двічі виходив у чвертьфінал Ліги Європи, у сезонах 2002-03 і 2016-17. Згідно з таблицею коефіцієнтів УЄФА, «Бешикташ» на даний момент є найвищою турецькою командою та займає друге місце в історії після свого суперника «Галатасарая».
База вболівальників клубу, Çarşı, добре відома у всьому світі. Вони були обрані як найкраща фан-група в голосуванні, проведеному американськими спортивними глядачами, через їхній рекорд шуму в 132 децибели під час матчу проти «Ліверпуля» у 2007 році. Група займається соціально-політичними справами і традиційно вважається робітничим і лівим, підтримуючи так звану «народну команду». Найвища відвідуваність футболу в історії чемпіонату Туреччини була зафікосвана в дербі «Бешикташ» — «Галатасарай» з 76 127 глядачами.
Окрім футбольного клубу в спортивне об'єднання «Бешикташ» входить багато клубів, таких інших як жіночий футбол, баскетбол, волейбол, гандбол, легка атлетика, пляжний футбол, бокс, бридж, шахи, гімнастика, параспорт, веслування, настільний теніс, боротьба та кіберспорт. Кольори клубу: чорно-білі.

## Історія

### Заснування клубу
Клуб гімнастики «Бешикташ» був заснований під назвою «Besiktas Bereket Gymnastics Club» у березні 1903 року. Проте, це ще був період Османської Імперії, в якій клуби та спортивна діяльність були заборонені. Не зважаючи на це 26 молодих людей змогли заснувати спортивний клуб. За короткий час до «Бешикташ» приєдналося багато молодих людей, клуб розширювався. Його першим президентом став Шаміль Осман Бей.
Хоча вони працювали в різних галузях, вони тримали свою діяльність в секреті. Першими секціями клубу були боротьба, бокс, важка атлетика та різні види гімнастики.
Монархічні закони були ослаблені з оголошенням обмеженою форми демократії 23 липня 1908 року. 3 серпня 1909 був прийнятий закон, що дозволяв утворювати спортивні клуби.
Остаточно клуб був офіційно зареєстрований 13 січня 1910 року під назвою «Besiktas Ottoman Gymnastics Club». Президентом клубу став Шукрю Паша. «Бешикташ» став першим офіційно зареєстрованим османським спортивним клубом.
Футбольна секція була утворена в 1911 році. Дуже швидко футбол став основним видом спорту в організації.

### Ера Мілна
Найуспішіним періодом в історії клуба став початок 90-х років, коли під керівництвом англійця Гордона Мілна були виграні три чемпіонства поспіль (1990, 1991, 1992).
В той час гру в атаці визначала знаменита турецька трійка «МАФ» (Метін Текін—Алі Гюльтікен—Фейяз Учар), яку вболівальники досі вважають найкращою атакуючою лінією в історії клубу.[джерело?] Про це також свідчать і створені фанами різноманітні пісні про тріо, присвячені їхньому стилю гри в нападі, їхнім голам і, найголовніше, їхній дружбі й скромності.
Мілн прийняв систему 4-4-2. Граючи вниз по пересічній лінії, вони забили багато м'ячів. 15 жовтня 1989 року «Бешикташ» побив рекорд Турецької Ліги по найбільшій різниці м'ячів у грі — 10-0 з командою «Адана Демірспор». Цей матч був включений до складу 16 найбільших перемог клубу в історії.
Ера Мілна тривала протягом сезонів 1989/90, 1990/91 та 1991/92. В сезоні 1992/93 Мілн покинув клуб після суперечки з керівництвом.

## Кольори клубу
На перших етапах кольори клубу були червоно-білими, але потім вони перетворились в чорно-білі в пам'ять про османські землі, втрачені під час балканських війн. Традиційна форма «Бешикташа» виглядає так: смугасті чорно-білі футболки, чорні шорти та гетри.
«Бешикташ» — єдиний футбольний клуб, якому дозволили включити в символіку турецький прапор.

## Герб
Перший символ клубу був створений в 1906 році. На вершині — слово «Besiktas» арабською мовою, буква «J» була розташована на правому боці й літера «К» — на лівому. На зворотному боці значка було написано — «зроблено в Константинополі», та стояла печатка майстра, що його зробив. З 40-их років на гербі клуба з'явився чорний орел.
Сучасний герб «Бешикташа» символізує дату заснування клубу. На ньому зображено дві білих і три чорних смуги. Емблема складається з дев'яти частин: перша смужка білого кольору означає одиницю, три чорні смуги — цифру «три», друга біла смужка — знову «одиниця», остання цифра — це дев'ятка (дев'ять частин герба). Таким чином, виходить число 1319 — рік заснування клубу. І це не помилка. В той час у Османській імперії все ще використовувалася арабська система літочислення. Рік 1319-ий — це 1903-ий у сучасному календарі.
Турецький прапор з'явився на емблемі клубу пізніше. Турецька футбольна федерація нагородила «Бешикташ» можливістю зображати національний прапор після того, як 16 травня 1952 року команда в повному складі виступила за збірну Туреччини проти Греції. «Бешикташ» — єдиний клуб в історії турецького футболу, який в повному складі виступав за національну збірну.

## Прізвисько
Прізвисько клубу, «Чорні орли» (тур. Karakartallar), вперше почало використовуватися у 1940-х роках і залишилось в обігу серед вболівальників до нашого часу.
Воно виникло завдяки легенді Чорного орла: «Бешикташ», переможець попередніх двох сезонів, почав сезон 1940/41 з молодою і відновленою командою. Клуб був лідером у лізі за п'ять матчів до кінця сезону і зустрічався з Сулейманіє (тур. Süleymaniye). «Бешикташ» почав гру на Стадіоні Сереф в неділю, 19 січня 1941 року. Як і у всіх матчах цього сезону, команда грала чудово. Весь другий тайм «Бешикташ» постійно атакував, попри те, що був попереду. Тоді зі стадіону почулося «Прилетить як Чорні орли. Нападайте як Чорні орли». Тисячі уболівальників і журналістів після гри повторювали цей звук. Після легендарної гри це прізвисько стали вживати все частіше, і тепер «чорний орел» став невід'ємною частиною «Бешикташа».

## Уболівальники

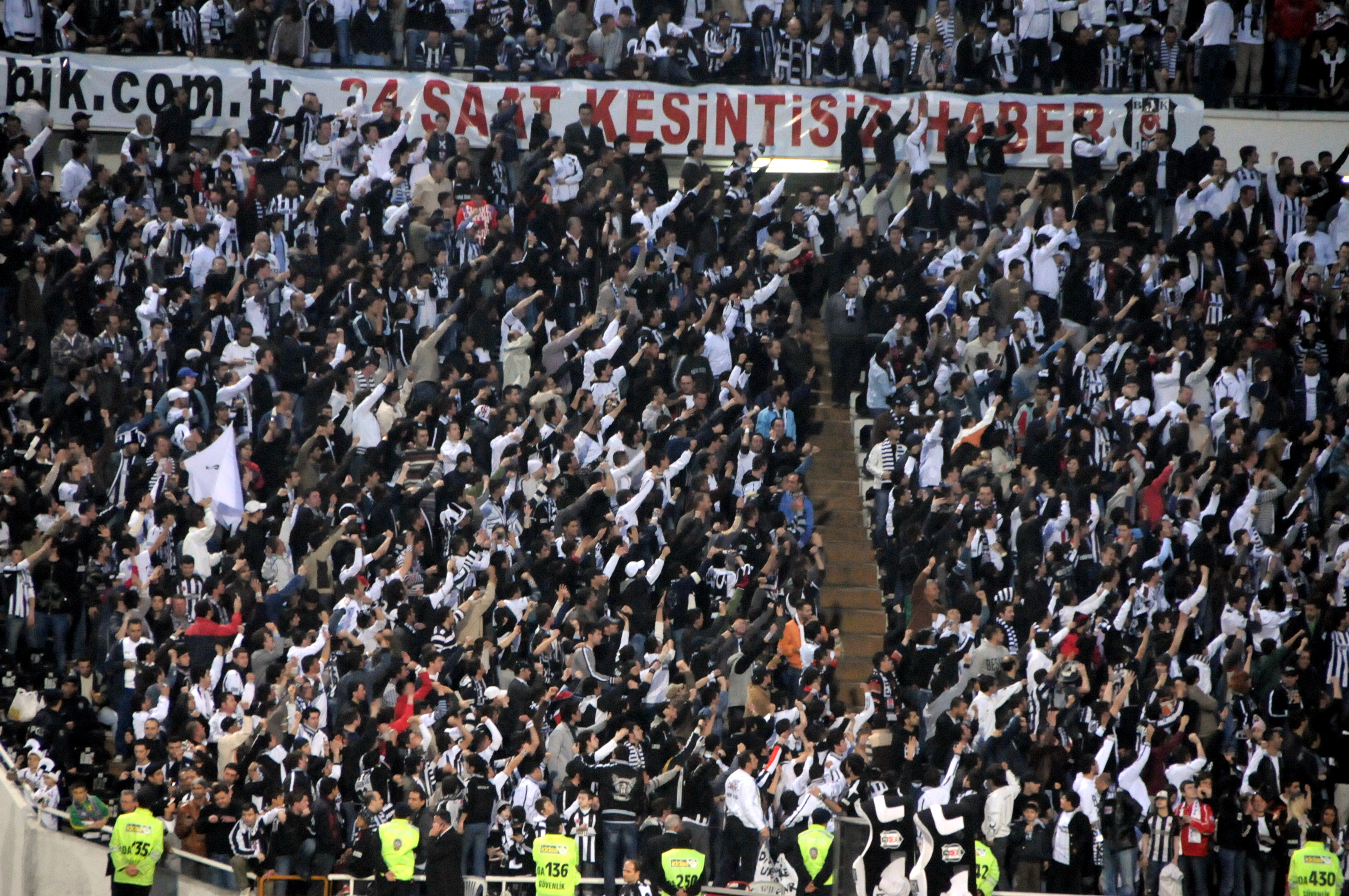
Фанати клубу

«Бешикташ» — третя найпопулярніша команда Стамбула та Туреччини (після «Галатасарая» та «Фенербахче»), а її основний вболівальник —ліва інтелігенція та пролетаріат. Загалом «Чорних орлів» підтримують, за опитуваннями, від 12% до 18% уболівальників країни. На матчі в Стамбул приїжджають численні групи підтримки «Бешикташа» з інших міст. Як і всі турецькі фанати, вболівальники клубу славляться своєю гучною підтримкою. Наприклад, 2009 року в матчі проти «Манчестер Юнайтед» вони здійняли шум гучністю 132 децибели, а 2013 року, за повідомленнями ЗМІ, досягли рівня 141 децибела (для порівняння: електродриль і мотоцикл — 100 дБ, повітряно-реактивний двигун — 140 дБ).
Відвідування домашніх матчів в останніх сезонах: 18 682 (2013/14), 12 585 (2014/15; багато фанів відмовилися відвідувати матчі через впровадження фан-карт, які містять персональні дані власників), 18 758 (2015/16).
Дербі «Бешикташа» проти клубів «Галатасарай» і «Фенербахче» не несуть настільки великої принциповості та ворожнечі, як «Галатасарай» — «Фенербахче». Так, за опитуванням 2016 року 33 % фанів «Галатасарая» та 21 % фанів «Фенера» симпатизують і частково висловлюють підтримку «Бешикташу». Натомість, серед уболівальників «орлів» більша симпатія до «Галатасарая» (19 %), ніж до «Фенера» (15 %), а також більша антипатія до «Фенербахче» (44 %), ніж до «Галатасарая» (35 %).
«Çarşı» — найвідоміша фан-група клубу. «Чарши» (ı без крапки читається и) турецькою мовою означає «ринок», «базар». Ще з 1970-х років саме на ринку в районі Бешикташ збиралися місцеві вболівальники, звідси й пішла назва угрупування, заснованого 1982 року. Популярним стало гасло: «Çarşı her şeye karşı!» («Чарши проти всіх!»). Хоча угрупування не є цілісною структурою і складається з багатьох груп із різними інтересами, «Çarşı» відомі своїм антифашистським і антирасистським спрямуванням (банери на підтримку Самюеля Ето'о, якого цькували в Іспанії), а також екологічним світоглядом (банери проти побудови АЕС). Фанати трьох головних стамбульських клубів об'єдналися проти влади на час протестів на площі Таксім 2013 року.

## Стадіон

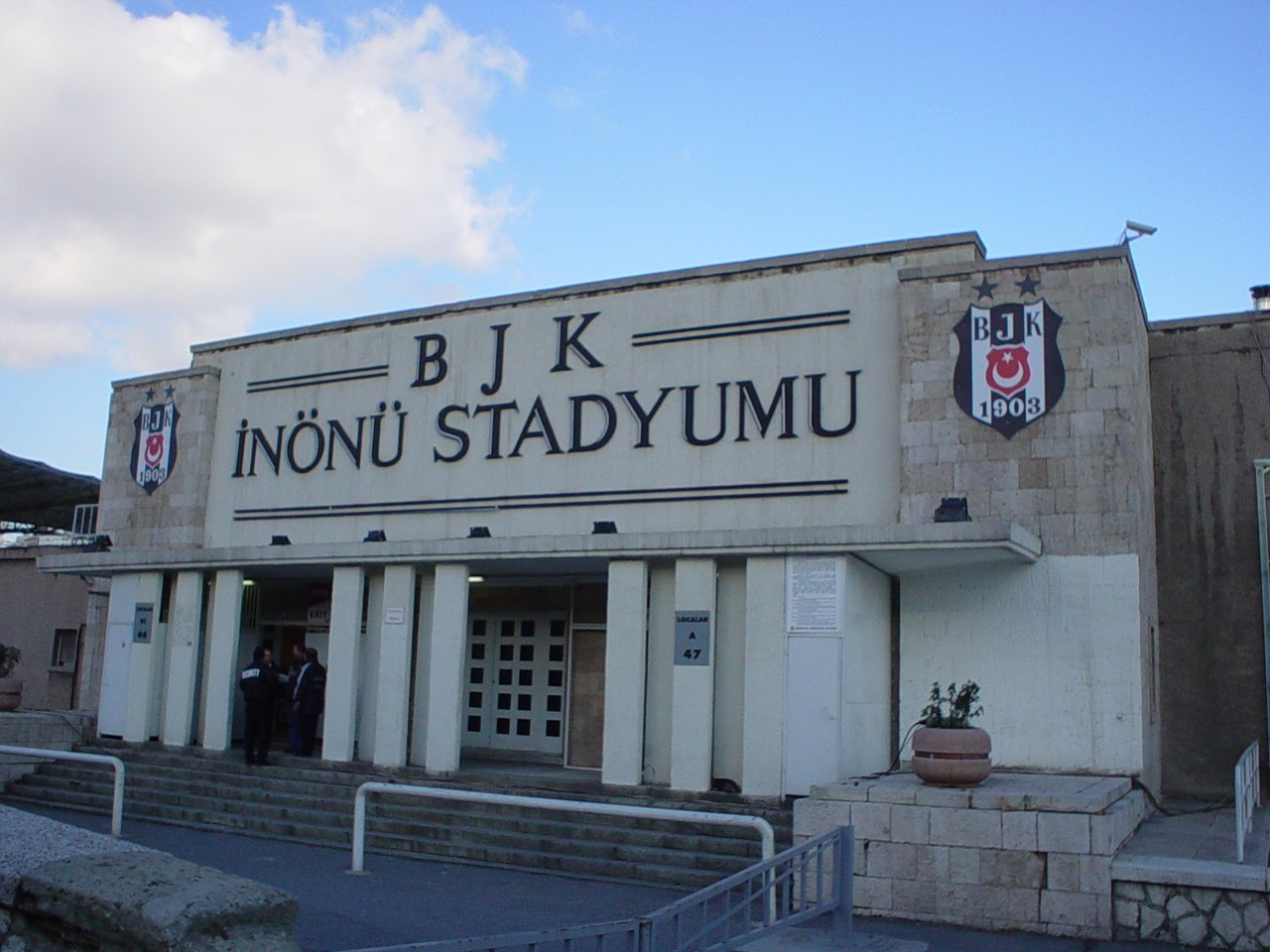
Частина старого «Іненю»

Стадіон «Іненю» був побудований у період правління Ісмета Іненю, другого президента Турецької Республіки, який доручив побудувати арену 19 травня 1947 року. Перший матч на «Іненю» зіграли «Бешикташ» і шведський АІК.
Реконструкція стадіону була проведена 2004 року, розміри були розширені до 105×68 м, що відповідає вимогам УЄФА. Була знята бігова доріжка, що допомогло збільшити стадіон до 32,086 місць.
З трибун цього стадіону можна бачити Босфор, палац Долмабахче, вежу з годинником, мечеть, а також знамениту Дівочу вежу. Це єдиний стадіон у світі, з якого футбольний фанат може побачити два континенти: Європу та Азію, які розділені Босфором.
У 2013—2016 роках стадіон повністю перебудовано, нова споруда має назву «Водафон Парк» (на честь титульного спонсора клубу).

## Склад команди
Станом на 4 травня 2025
| №  | Поз. | Нац.                 | Гравець                                 |
| -- | ---- | -------------------- | --------------------------------------- |
| 2  | ЗХ   | Норвегія             | Йонас Свенссон                          |
| 3  | ЗХ   | Бразилія             | Габріел Пауліста                        |
| 4  | ЗХ   | Туреччина            | Онур Булут                              |
| 5  | ЗХ   | Туреччина            | Таїп Талга Сануч                        |
| 6  | ПЗ   | Боснія і Герцеговина | Амір Хаджіахметович                     |
| 7  | НП   | Косово               | Мільот Рашица                           |
| 8  | ПЗ   | Туреччина            | Саліх Учан                              |
| 9  | НП   | Туреччина            | Семіх Киличсой                          |
| 10 | ПЗ   | Еквадор              | Кені Арройо                             |
| 14 | ЗХ   | Німеччина            | Фелікс Удуохай (в оренді з «Аугсбурга») |
| 15 | ПЗ   | Англія               | Алекс Окслейд-Чемберлен                 |
| 17 | НП   | Італія               | Чиро Іммобіле                           |
| 18 | ПЗ   | Португалія           | Жуан Маріу (в оренді з «Бенфіки»)       |
| 19 | НП   | Туреччина            | Якуп Арда Килич                         |
| 20 | ПЗ   | Туреччина            | Неджип Уйсал (капітан)                  |

| №  | Поз. | Нац.       | Гравець                 |
| -- | ---- | ---------- | ----------------------- |
| 22 | ПЗ   | Казахстан  | Бахтияр Зайнутдінов     |
| 23 | ПЗ   | Албанія    | Ернест Мучі             |
| 26 | ЗХ   | ДР Конго   | Артур Масуаку           |
| 27 | НП   | Португалія | Рафа Сілва              |
| 30 | ВР   | Туреччина  | Ерсін Дестаноглу        |
| 34 | ВР   | Туреччина  | Мерт Гюнок              |
| 44 | ЗХ   | Туреччина  | Фахрі Керем Ай          |
| 53 | ЗХ   | Туреччина  | Емірхан Топчу           |
| 77 | ПЗ   | Колумбія   | Елан Рікардо            |
| 79 | ЗХ   | Туреччина  | Емреджан Терзі          |
| 83 | ПЗ   | Португалія | Жедсон Фернандіш        |
| 91 | НП   | Туреччина  | Мустафа Ерхан Хекімоглу |
| 93 | ЗХ   | Туреччина  | Арда Озуарап            |
| 94 | ВР   | Туреччина  | Гьоктуг Байтекін        |
| 96 | ВР   | Туреччина  | Емір Яшар               |

## Досягнення
- Чемпіон Туреччини (16): 1957, 1958, 1960, 1966, 1967, 1982, 1986, 1990, 1991, 1992, 1995, 2003, 2009, 2016, 2017, 2021
- Володар Кубка Туреччини (11): 1975, 1989, 1990, 1994, 1998, 2006, 2007, 2009, 2011, 2021, 2024.
- Володар Суперкубка Туреччини (10): 1967, 1974, 1986, 1989, 1992, 1994, 1998, 2006, 2021, 2024.

Трофеї «Бешикташа»
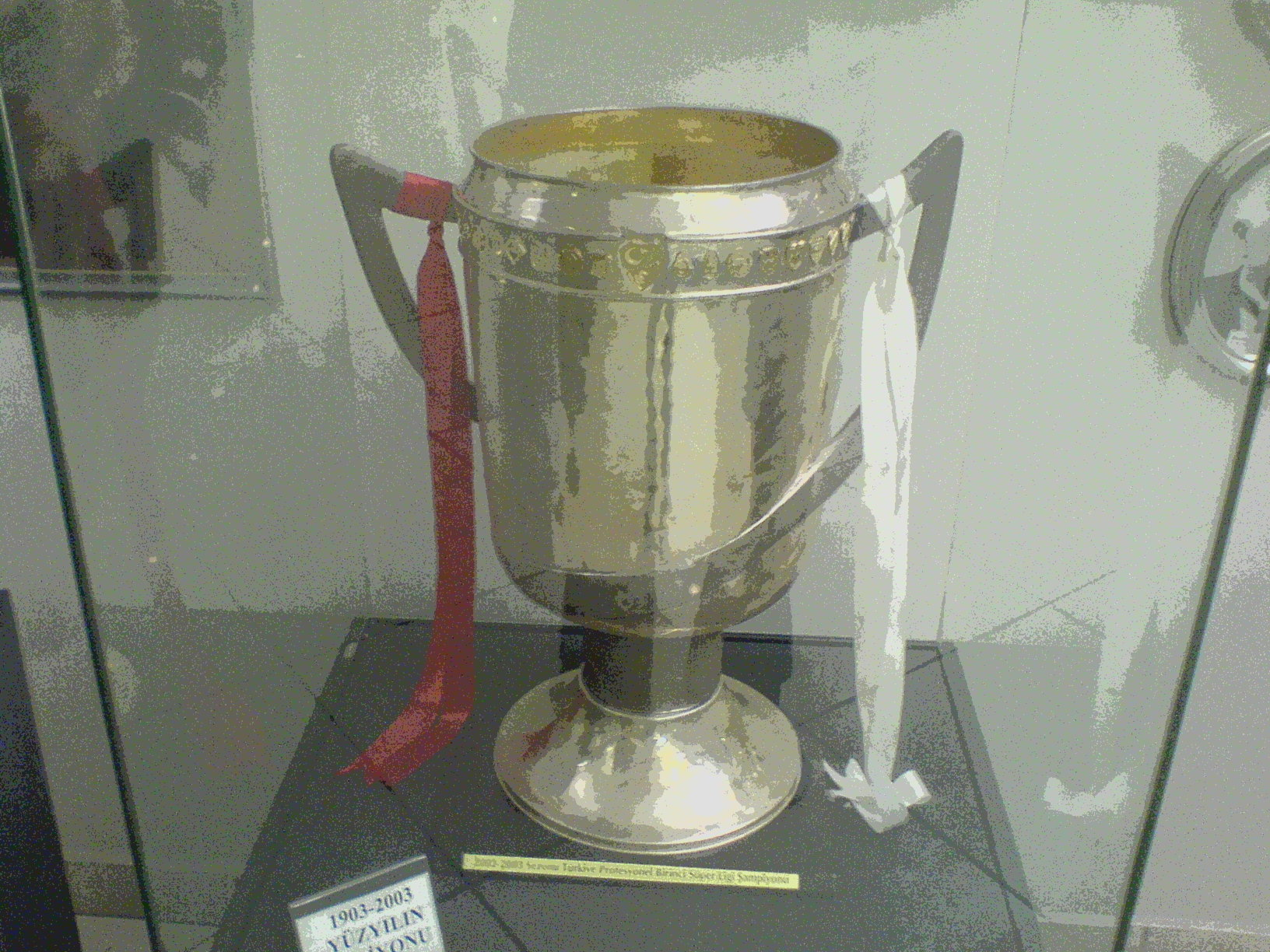
Чемпіонський кубок
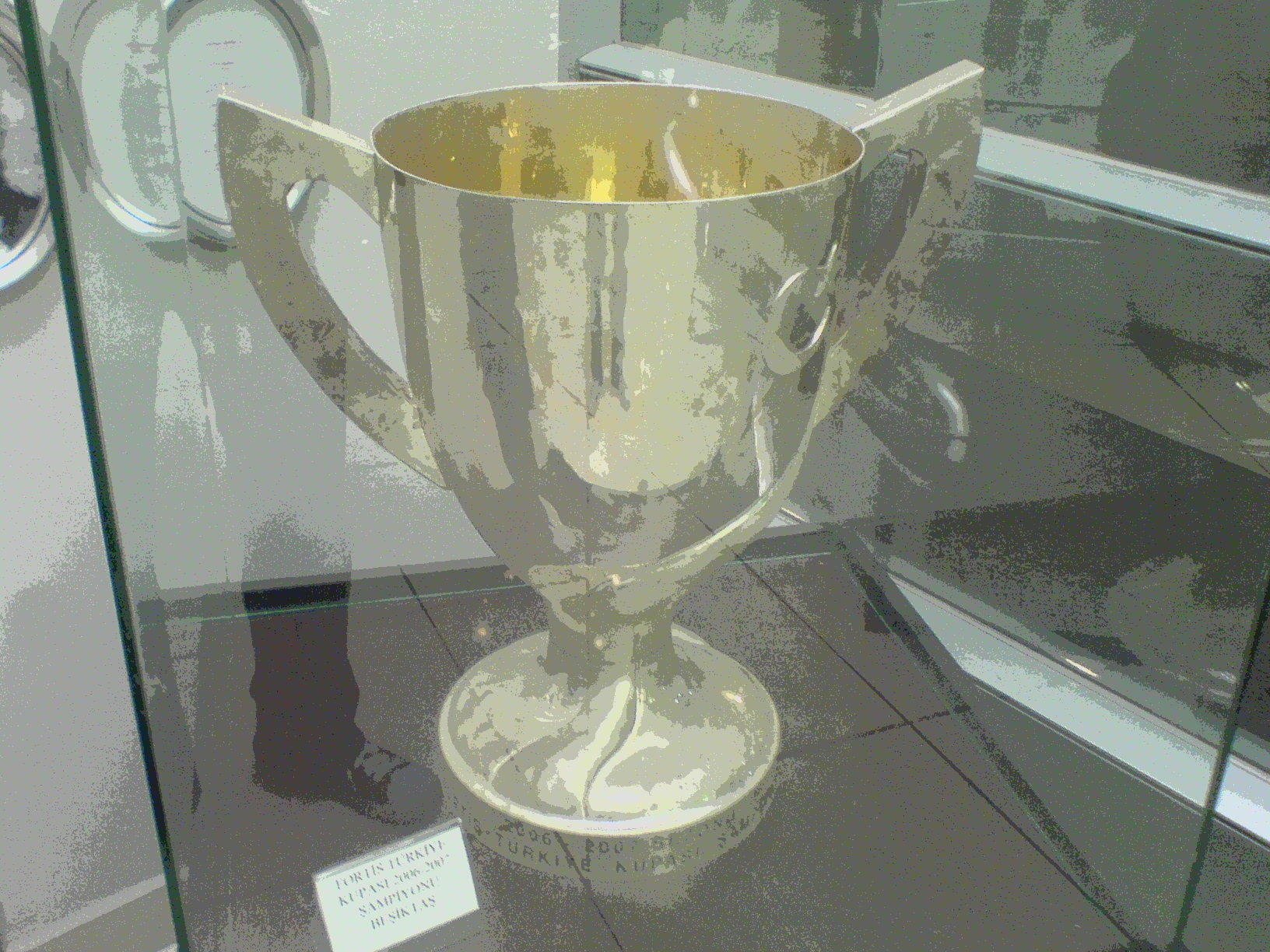
Суперкубок Туреччини

## Рекорди
- Перший спортивний клуб, заснований в Османській імперії (1903).
- Перший переможець Turkcell Süper Lig.
- Максимальна серія з непрограних ігор (56).
- Виграні 5 поспіль чемпіонатів (1939—1943) Стамбульської Ліги.
- Більшість ігор, виграних поспіль (18).
- Більшість голів, забитих у Стамбульській Лізі (90 голів в сезоні, 599 за 8 сезонів).
- Перший переможець Турецького Суперкубка (2006).
- Найбільша кількість голів, пропущених в Лізі чемпіонів за гру. (6 листопада 2007, матч «Ліверпуль» 8-0 «Бешікташ»),

## Спонсори
Протягом 1989—2004 років спонсором клубу виступав концерн BEKO.

## Українці в клубі
- Денис Бойко — воротар збірної України.